# Günter Johannes Stipa
Günter Johannes Stipa (* 27. November 1907 in Königshütte (Oberschlesien); † 26. Januar 1993 in Helsinki) war ein deutscher Finnougrist, Dozent an der Universität Helsinki und außerplanmäßiger Professor an der Universität Göttingen.

## Leben und Werk
Stipa machte 1927 sein Abitur in Beuthen und trat am 26. April 1927 in den Jesuitenorden ein. Nach seiner Novizenzeit im Geistlichen Seminar zu Mittelsteine, Grafschaft Glatz, folgte von 1929 bis 1932 ein Studium am Ignatiuskolleg im niederländischen Valkenburg aan de Geul. Danach war er kurzzeitig Präfekt am Canisius-Kolleg Berlin und später mehrere Jahre an der Domschule in Tallinn. Von 1936 an studierte Stipa in Innsbruck, Wien und Lublin und am 5. August 1938 erhielt er die Priesterweihe. Nach dem Zweiten Weltkrieg, in dem er als Sanitäter diente, verließ er im Januar 1950 den Jesuitenorden.
Zuvor war er in Göttingen mit einer Arbeit zum Mordwinischen zum Dr. phil. promoviert worden, seine Lehrer waren Maximilian Braun und Julius von Farkas gewesen. Im Anschluss daran ging er nach Helsinki, wo er an der Universität ein Lektorat für Deutsch bekleidete, während er sich wissenschaftlich weiterhin vornehmlich auf dem Gebiet der Finnougristik betätigte. Allerdings gibt es auch kleinere Arbeiten im Bereich der Germanistik. 1960 erfolgte seine Habilitation an der Universität Göttingen, womit er die Venia legendi für das Fach Finnougristik erhielt. An der Göttinger Universität wurde er 1966 zum außerplanmäßigen und 1970 zum Honorarprofessor ernannt. Parallel dazu war er von 1967 bis 1977 auch Dozent für finnisch-ugrische Sprachwissenschaft an der Universität Helsinki. 1982 wurde er zum Ehrenmitglied der Societas Uralo-Altaica gewählt.
In seiner Forschungsarbeit konzentrierte Stipa sich zunächst auf die mittelgroßen finnougrischen Sprachen wie das Mordwinische und die Permischen Sprachen. Darüber hinaus hat er sich in vielen kleinen Arbeiten mit der Wissenschaftsgeschichte seines Fachs beschäftigt. Mit einer umfangreichen Monografie hierzu, die „die erste umfassende, nicht auf ein Land beschränkte Wissenschaftsgeschichte der Finnougristik“ ist, krönte er sein Werk.

## Bibliografie (Auswahl)
- Die russischen Lehnwörter im Mokschamordwinischen und ihre Beziehung zur russischen Sprachentwicklung. (maschinenschriftlich) Diss. Göttingen 1949. 118 S.
- Funktionen der Nominalformen des Verbs in den permischen Sprachen. Suomalais-ugrilainen Seura, Helsinki 1960. 190 S. (Habilitationsschrift)
- Bahnbrecher der Finnougristik in der frühen Geschichte der Georg-August-Universität, in: Finnisch-Ugrische Mitteilungen 2, 1978, S. 91–107.
- Finnisch-Ugrische Sprachforschung. Von der Renaissance bis zum Neupositivismus. Suomalais-ugrilainen seura, Helsinki 1990. 437 S.